# Benedetto Antelami
Benedetto Antelami o Antelami de Parma va ser un arquitecte i escultor Italià especialment actiu a la zona de Parma durant l'edificació del Baptisteri i uns altres entre els anys 1178 i 1200. És dels pocs escultors del període que coneixem per nom.
Se sap molt poc sobre la seva vida. Potser és originari de Llombardia, en particular de Val d'Intelvi (segons es pot desprendre del seu cognom), on hi ha documents sobre alguns Magister Antelami (Maestro Antélami). Coneixia molt bé, a més de l'arquitectura grega la romana i la pintura antiga i el desenvolupament artístic de l'àrea de Provença. De fet, es creu que va treballar com a aprenent a l'església de Sant Tròfim d'Arle. Alguns historiadors suposen també que va estar a l'Illa de França on hauria conegut les novetats de l'art gòtic.
Se li dona el crèdit d'haver creat la decoració escultural de la Catedral de Fidenza i de la Catedral de Sant Giorgio. Es creu que el seu últim treball va poder haver estat l'ornamentació i construcció (parcial) de l'església de Sant'Andrea a Vercelli, l'arquitectura de la qual és una triomfal combinació d'elements toscans romànics amb característiques gòtiques, aquestes últimes com el són els seus boterells, rosasses i voltes de crucería, obra que finalment li va valer un renom perdurable.